# Ектазија
У медицини Ектазија лат. ektasis, означава анормално растезање вена или шупљег органа. Ако дође до растезања аорте онда се ради о Анеуризму.

## Специфични услови
- Бронхијектазија: Проширење бронхија;
- Ектазија канала дојке[2]
- Дурална ектазија: проширење дуралне врећице која окружује кичмену мождину, често удоњем делу леђа.
- Пијелектаза: проширење једног дела бубрега, најчешће примећено током пренаталних ултразвука. Обично се решава самостално.
- Тубуларна ектазија: проширење цевастих структура у тестисима. Обично се дешава код старијих мушкараца.
- Акрална артериоларна ектазија
- Кератоконус: дегенеративно обољење ока код којег се у рожњачи догађају структурне промене.

## Рефенреце
1. ↑  „ectasia”. The Free Dictionary. Приступљено 15. 6. 2021.
2. ↑  „Mammary duct ectasia - Symptoms and causes”. Mayo Clinic (на језику: енглески). Приступљено 15. 6. 2021.

|  | Молимо Вас, обратите пажњу на важно упозорење у вези са темама из области медицине (здравља). |